# ماتيلدا جي. كليرك
ماتيلدا جوانا كليرك (بالإنجليزية: Matilda J. Clerk) (2 مارس 1916-27 ديسمبر 1984) هي رائدة طبية ومعلمة للعلوم في الساحل الذهبي وغرب أفريقيا بالإضافة لكونها ثاني امرأة غانية تصبح طبيبة متدربة على الطريقة الطبية التقليدية. كانت كليرك أول امرأة في غانا وغرب أفريقيا تذهب إلى كلية الدراسات العليا وتحصل على دبلوم الدراسات العليا، وكانت أول امرأة غانية في أي مجال تحصل على منحة دراسية أكاديمية للتعليم الجامعي في الخارج. كانت ماتيلدا رابع امرأة من غرب أفريقيا تُصبح طبيبة بعد النيجيرية أغنيس يواندي سافاجي 1929 أول طبيبة من غرب أفريقيا وإليزابيث آبيمبولا آوليي 1938 بالإضافة سوزان دو غرافت-جونسون (اسم عائلتها قبل الزواج أوفوري-آتا) 1947 التي كانت أول طبيبة في غانا. كانت تلك الطبيبات الرائدات مناصرات لرعاية الأمومة ورعاية الأطفال والصحة العامة في المناطق الفرعية. لفترة طويلة بعد الاستقلال الذي نالته غانا عام 1957 كانت كليرك وأوفوري-آتا الطبيبتان الوحيدتان في غانا. بعد كسر السقف الزجاجي وبعض العوائق المؤسسية الأخرى لإيصال الرعاية الصحية، كانت الطبيبتان مصدر إلهام لجيل من نساء غانا ما بعد الاستعمار وطبيبات غرب أفريقيا في وقت كان فيه هذا المجال حكرًا على الذكور وفي الفترة التي كانت فيها أغلبية النساء على مستوى العالم لا يملكن وصول إلى الطب الحيوي والتعليم العالي. وصف خبراء المجمتمع الطبي الذي يسيطر عليه الذكور في تلك الحقبة ماتيلدا جي. كليرك على أنها منارة التحرير للأنثوية الغانية.

## حياتها المبكرة وعائلتها
ولدت ماتيلدا جوانا كليرك في الثاني من مارس عام 1916 في لاريث بجبال أكوابيم، إذ كان والدها نيكولاس تيموثي كليرك (1862-1961) مُعينًا هناك بصفته عضوًا في جماعة بازل التبشيرية في ذلك الوقت. كان والدها اللاهوتي المتدرب على الطريقة البازلية أول رجل دين سينودي في كنيسة المشيخة في الساحل الذهبي  من عام 1918 حتى عام 1932، وأب مؤسس للمدرسة الثانوية الداخلية لكل البنين أي مدرسة المشيخة الثانوية للبنين التي أسست عام 1938. كانت والدتها آنا أليس ماير (1873-1934) من أصول دنماركية-غانية. كانت ماير ابنة عم إيمانويل تشارلز كويست (1880-1959) المحامي في المحاكم العليا والقاضي الذي أصبح أول رئيس أفريقي للمجلس التشريعي من عام 1949 حتى عام 1951 والمتحدث باسم الجمعية العامة للساحل الذهبي من 1951 حتى 1957 والمتحدث باسم الجمعية العامة في غانا من مارس 1957 حتى نوفمبر 1957.
وصل جدها لأبيها، ألكساندر وورث كليرك (1820–1906)، المبشر الجامايكي المورافي، إلى المحمية الدنماركية كريستيانسبورج (الآن ضاحية أوسو) في أكرا عام 1843، بصفته جزءًا من المجموعة الأصلية المكونة من أربعة وعشرين مبشرًا من غرب الهند الذين عملوا تحت رعاية الجمعية الأنجيليكانية للتبشير  في بازل، سويسرا. كان ألكساندر و. كليرك رائدًا للكنيسة المشيخية في غانا وقائدًا للتعليم في غانا الكولونيالية، إذ أسس مدرسة متوسطة داخلية؛ مدرسة سالم في أوسو في عام 1843. وكانت جدتها لأبيها باولين هيس (1831-1909) من الساحل الذهبي، وكانت تنحدر من أصول دانمركية وألمانية وداغمية (جماعة عرقية في غانا). كانت خالة أبيها ريجينا هيس (1832-1898)، معلمة رائدة ومديرة مدرسة عملت مع بعثة بازل التبشيرية في الساحل الذهبي.
كان لماتيلدا أخوة أكبر منها سنًا وهم كارل هنري كليرك (1895–1982) وثيودور كليرك (1909-1965). كان لديها ستة أشقاء آخرين وتنتمي إلى عائلة كليرك التاريخية البارزة في أكرا بغانا. كان كارل كليرك خبيرًا زراعيًا ومدير مدرسة  ومحررًا وصحفيًا ومبشرًا كنسيًا، وكان بمثابة رجل الدين السينودسي الرابع للكنيسة المشيخية في الساحل الذهبي بين عامي 1950 و1954 ومحرر صحيفة الرسول المسيحي من 1960 إلى 1963. وكان ثيودور كليرك أول معماري غانيّ خطط وطوّر مدينة تيما الساحلية، بينما كانت شقيقتها الكبرى جين أي كليرك (1904-1999)، مديرة تعليم رائدة في غانا الكولونيالية.

## التعليم والتدريب
تلقت تعليمها الابتدائي والثانوي في مدارس المشيخة في أداوسو وأوبري على التوالي. درست ماتيلدا في مدرسة أوبري لكل الفتيات المتوسطة الداخلية حتى نهاية عام 1931 حيث أطلق عليها المعلمون الأوروبيون لقب دوكس المدرسة (قائدة المدرسة). سجلت ماتيلدا في مدرسة أشيموتا عام 1932 وحصلت على منحة كادبوري عام 1934. في أشيموتا، حصلت على شهادة تمهيدية لمعلمي القسم الثاني عام 1935 وشهادة كامبريدج الثانوية مع إعفاء من تقديم امتحان شهادة الثانوية العامة في لندن عام 1937.
انتُخبت ماتيلدا كليرك لتكون ممثلة عن الطالبات في سنة التخرج في أشيموتا. كانت أيضًا عازفة بيانو ومدربة على القيثارة، وتفوقت في الرياضة عندما كانت طالبة، وكان من بين اهتماماتها التطريز والفن (الرسم) والبستنة.
أصبحت ماتيلدا عام 1942 أول امرأة غانية تُكمل دورة المبادئ المتوسطة التمهيدية في أساسيات العلوم الطبية، إذ أخذت دورات متقدمة في الفيزياء، الكيمياء، علم النبات وعلم الحيوان في أشيموتا. كانت الحكومة البريطانية الاستعمارية في ذلك الوقت تسمح وبشكل فعّال للطلاب الذكور فقط بالاشتراك في هذا البرنامج. ولهذا، قبل أن تسمح المدرسة لماتيلدا بالاشتراك في هذه الدورة عام 1940 كان على والدها ان يُقدم التماسًا رسميًا لحاكم الساحل الذهبي آنذاك أرنولد وينهولت هودسون للحصول على استثناء خاص. كانت ماتيلدا المرشحة الوحيدة من الذكور والإناث لتجاوز امتحانات شهادة البكالوريا الطبية الأولى المعروفة باسم إم. بي الأولى لندن، عام 1942.
بناءً على أدائها الأكاديمي المتفوق، مُنحت ماتيلدا منحة دراسية نادرة من قبل الحكومة الاستعمارية لدراسة الطب في جامعة إدنبرة من عام 1944 حتى عام 1949. عند حصولها على تلك المنحة، كانت ماتيلدا أول امرأة غانية في سجلات التاريخ وفي أي مجال علمي تحصل على منحة في التعليم العالي خارج البلاد. في إدنبرة، كانت ناشطة في الحركة المسيحية الطلابية والنادي الدولي. كانت ماتيلدا كليرك ثاني امرأة غانية وخامس امرأة من غرب أفريقيا (بالاشتراك مع آني جياجي) تحصل على شهادة البكالوريا في الجامعة، وأول امرأة في غانا وغرب أفريقيا تسعى للحصول على مؤهلات الدراسات العليا في كلية الدراسات العليا عندما حصلت على دبلوم في الصحة والطب الاستوائي عام 1950 من كلية لندن للصحة والطب الاستوائي، وهي الكلية الأساسية في جامعة لندن. عادت ماتيلدا إلى وطنها في يناير 1951.

### رائدات أخريات من غرب أفريقيا
في عام 1933، أصبحت الناشطة السياسية السيراليونية إدنا إليوت هورتون ثاني خريجة في التعليم العالي الثانية في غرب أفريقيا وأول من تحصل على درجة البكالوريوس في الفنون المتحررة. أني جياجي، وهي أيضًا خريجة مدرسة أشيموتا وأول محامية وقاضية في غانا، أكملت شهادة الحقوق في كلية لندن للاقتصاد عام 1949. ظهر العديد من النساء البارزات في مهنة الطب في الساحل الذهبي خلال تلك الفترة، بما في ذلك زميلاتها الرائدات، تشارلز أودمتن إيسمون وإيمانويل إيفانز أنفوم وسوزان أوفوري أتا اللاتي درسن في مدرسة أشيموتا وكلية الطب بجامعة إدنبرة.

## المسيرة المهنية

### معلمة علوم
كانت ماتيلدا، بين تدريب المدرسين والتعليم الثانوي والدورة الطبية الأولية في أشيموتا، معلمة علوم في مدرسة ويسلي الثانوية للبنات من 1938 إلى 1940. درَّست لاحقًا علم الأحياء لمدة عامين في مدرستها الأم، مدرسة أشيموتا من 1942 إلى 1944.

### طبيبة بشرية
أمضت ماتيلدا، مستغلةً ممارسة طبية خاصة أكثر ربحًا، كامل مسيرتها المهنية في القطاع العام في مجالات الرعاية الصحية الأولية والصحة العامة. كانت مسؤولة طبية ومشرفة في الخدمة المدنية للساحل الذهبي. من بين المستشفيات التي عملت فيها وحدة الأمومة في مستشفى كورلي بو التعليمي (1951–1953) ، ومستشفى كوماسي المركزي (1954-1957) ومستشفى إفييا نكانتا وسكوندي (1957-1962) ومستشفى تيما العام (1962-1968). رُقيت إلى رتبة المسؤول الطبي الرئيسي في عام 1969 وخدمت لفترة من الوقت في مستشفى الأميرة ماري لويز للنساء، والذي أصبح الآن مستشفى أكرا للأطفال مع سوزان أوفوري-آتا. عملت أيضًا في قسم التثقيف الصحي في مدرسة الصحة في أكرا من عام 1969 إلى عام 1971. كانت كبيرة المسؤولين الطبيين في وحدات الأمراض المعدية وصحة الأم والطفل والمسؤول الطبي الإقليمي بمكتب الصحة التابع لوزارة الصحة في أكرا من عام 1971 إلى عام 1973. عملت في كثير من الأحيان بصفتها مسؤولة طبية إقليمية.

## الوفاة والجنازة
توفيت ماتيلدا كليرك فجأةً، بعمر الثامنة والستين، في 27 ديسمبر عام 1984 في منزلها في أوسو، أكرا. أقيمت مراسم تشييعها في كنيسة ابنيزر المشيخية في أوسو؛ ودُفنت رفاتها في مقبرة الكنيسة، مقبرة بعثة بازل التبشيرية، أيضًا في أوسو، أكرا. ألقت إيمانويل إيفانس-أنفوم الطبيبة الغانيّة والعالمة ومسؤولة الجامعة والموظفة العموميّة مراسم التأبين في جنازتها.